# Igor Lobovsky
Igor Markóvich Lobovsky (24 de julio de 1955, Moscú, Unión Soviética) es un ingeniero eléctrico, académico y empresario de telecomunicaciones ruso. Entre 2004 y 2010 fue director ejecutivo de la Asociación para el Desarrollo de Investigaciones y Proyectos Internacionales en el Campo de la Energía «Global Energy», y a partir de 2010 fue presidente de la misma hasta 2018.
Inventó el primer sistema de votación electrónica del mundo basado en una red telefónica.